# Sanžilė
Sanžilė (litevsky Sanžilės kanalas) je kanál, spojující řeky Lėvuo (48 km od soutoku s Mūšou) a Nevėžis (128,5 od soutoku s Němenem). Délka je 8 km, šířka 8 m, hloubka 2 m. Byl vykopán v roce 1930 aby se zmenšily povodně na Lėvuo. Tímto kanálem z Lėvuo do Nevėžisu průměrně odtéká 3,29m3/s vody. Ke zmírnění spádu jsou postaveny tři jezy.

## Minulost

### Potok
Řeka Sanžilė se zformovala v Sanžilském údolí po roztátí ledovce. Před přibližně 9 000 lety toto údolí spojovalo Lėvuo s Nevėžisem. Před 8 - 5 tisíci lety se na jaře z Nevėžisu stávalo 130 km dlouhé jezero a Lėvuo přes toto údolí odváděla vody do povodí Daugavy. Ale během času naplaveniny z jarních povodní zanesly toto údolí, ze Sanžilė zbyl jen malý potůček a spojení s Lėvuo bylo přerušeno.

### Kanál
Nápad spojit Lėvuo s Nevėžisem vyvstal již koncem 18. století. Pro nedostatek financí nadlouho zapadl. V roce 1824 si na něj opět vzpomněla ruská vláda, když začala uskutečňovat projekt kanálu mezi Dubysou a Ventou (dnes - Ventos perkasas). Po průzkumu byl plán spojení Lėvuo s Nevėžisem zavržen jako nevhodný pro plavbu. Od roku 1907 (lotyšský Ing. K. Janson), kdy byla oprášena více než 80letá dokumentace a zcela vážně v roce 1914 bylo přistoupeno k realizaci plánů. První světová válka však realizaci znemožnila. V meziválečném období, kdy meliorátoři upravili horní tok Lėvuo, se zvýšily průtoky na dolním toku a docházelo k povodním, které zaplavovaly 20 obcí s přilehlými polnostmi. Podle jednoho ze tří projektů B. Baublyse byl v roce 1930 (červen - listopad) vykopán kanál, jehož část prochází korytem bývalého potoka Sanžilė a podle kterého dostal jméno. Práce stály 250 000 tehdejších litů (hodnota litu byla tehdy mnohem vyšší, než dnes).

### Původ názvu
Sanžilė byla poprvé zmiňována v roce 1694 jako Sonžylė. V meziválečném období byla nazývána různě: Sonžyla, Sanžylė, Sanžila. Má se za to, že název se skládá z předpony san- (spolu, dohromady, sou-) a kmene -žil-, souvisejícího s litevským žilas bílý, prošedivělý (odvozeně - starý), zbělelý.

## Přítoky
- Levé: Siesrautis
- Pravé: Pasamanys, S - 2, Lokupė
- další nevýznamný přítok

## Mosty
Přes kanál je postaveno 5 mostů:
- silnice Panevėžys - Pušalotas, postavený 1936, železobetonový, nedávno (90. léta) zrekonstruovaný
- úzkokolejné železnice Panevėžys - Joniškėlis, postavený 1936, délka 32 m, výška nad hladinou 8 m. Železnice již není v provozu, jen příležitostně jsou pořádány vzpomínkové jízdy, národní kulturně-technická památka
- železný most cesty Bernatoniai - zahrádkářská kolonie (kolem 1250 domků) Panevėžyského podniku "Ekranas" (výroba obrazovek)
- most trati (Klaipėda) - Radviližkis - Panevėžys - Rokiškis - (Daugavpils) postavený kolem 1872, zrekonstruovaný 1935.
- most dálnice Panevėžys - Šiauliai